# Pterodroma cahow
Il petrello delle Bermuda (Pterodroma cahow Nichols e Mowbray, 1916) è un uccello della famiglia dei Procellariidi.
Noto alle Bermuda come cahow per i richiami lamentosi che emette, questo uccello marino notturno che nidifica al suolo è l'uccello nazionale delle Bermuda ed un simbolo di speranza per la conservazione della natura. Ritenuto estinto per 330 anni, è stato riscoperto solo nel corso del XX secolo.

## Storia

### Scoperta ed «estinzione»
Quando i primi coloni arrivarono nella Grande Bermuda nel 1609 vi trovarono un numero grandissimo di piccoli petrelli, che nominarono cahow per il loro richiamo, che gli animali strillavano di continuo; i primi esploratori chiamarono la Grande Bermuda l'«Isola dei diavoli» per il frastuono infernale di quella moltitudine di uccelli. È stato stimato che prima dell'arrivo dei coloni dovevano essere presenti sull'isola mezzo milione di questi uccelli, caratterizzati da ventre bianco, dorso nero e apertura alare di una novantina di centimetri. Subito dopo l'insediamento dei coloni, una grave carestia costrinse i nuovi venuti a guardare con interesse ai cahow, che potevano essere catturati facilmente quando tornavano al nido, ed essere mangiati in gran numero. Insieme ai primi coloni arrivarono altri animali, come ratti, gatti e cani; l'impatto di questi nuovi predatori, combinato con gli estesi incendi, la deforestazione e la cattura da parte degli uomini di uccelli e uova da consumare come cibo, ridusse in misura grandissima la popolazione di cahow, sino a portarli sulla soglia dell'estinzione. Tre secoli sarebbero trascorsi prima che qualcuno avvistasse di nuovo di questi uccelli marini.

### Riscoperta
Nel 1935, solo pochi anni prima che William Beebe compisse le prime storiche immersioni in batiscafo con Otis Barton, un ragazzo in bicicletta portò un uccello morto a Beebe nel suo laboratorio sulla Nonsuch Island, Bermuda. Beebe inviò l'uccello a Robert Cushman Murphy all'American Museum of Natural History di New York, e pubblicò immediatamente un articolo sulla sua «riscoperta» del cahow nel Bulletin of the New York Zoological Society. (Nel 1932, in Nonsuch, Land of Water, aveva sostenuto di avere udito il canto del cahow, ma probabilmente aveva udito la berta di Audubon [Puffinus lherminieri], che si riproduce anch'essa nelle Bermuda.) Un altro esemplare fu trovato ucciso di fresco nel 1941, e ci si rese conto che, dopo tutto, la Pterodroma cahow non era estinta come si riteneva, ma si riproduceva su qualche isola disabitata al largo delle Bermuda. I cahow, come la maggior parte dei petrelli, trascorrono la maggior parte della propria vita in mare e vengono a riva solo per nidificare e riprodursi, e quindi non sorprende che non fossero stati notati prima. Insieme a Louis Mowbray, curatore dell'Acquario delle Bermuda, R. C. Murphy, una delle principali autorità mondiali sugli uccelli marini, organizzò nel 1951 una spedizione alla ricerca di nidi di cahow. Ne trovò sette, cosa che condusse a un programma di protezione e di sostegno patrocinato dalla New York Zoological Society (Murphy e Mowbray, 1951).

## Conservazione
Nel 1961 furono localizzate sulle Castle Harbour Islands diciotto coppie di cahow in età riproduttiva: l'intera popolazione impegnata nella riproduzione a quell'epoca. Il governo delle Bermuda dichiarò la Nonsuch Island una riserva per la protezione dei cahow, e ne allontanò tutti i potenziali predatori. Si stabilì sull'isola come sorvegliante nel 1962 David Wingate, che aveva accompagnato Mowbray e Murphy nella loro spedizione nel 1951, quando era ancora uno studente. Uccelli tropicali più grandi dei cahow usurpavano i loro nidi per deporvi le uova, scacciandone i piccoli appena nati, cosicché Wingate e Mowbray escogitarono una serie di protezioni in legno che impedissero agli uccelli tropicali più grossi di entrare nei nidi. Nel 1966 il totale delle coppie di cahow che si riproducevano era aumentato a 24, per salire ulteriormente a 40 e più negli anni novanta. Negli anni sessanta furono identificati in uova di cahow che non si erano schiuse e in piccoli morti alti livelli di insetticidi come il DDT: l'uso di questo insetticida fu presumibilmente la causa del declino osservato nella popolazione dei cahow nei primi decenni dopo la riscoperta della specie. Fra la fine degli anni '60 e l'inizio degli anni settanta, mentre l'uso del DDT andava declinando nel Nordamerica, il successo riproduttivo dei cahow riprese a salire verso i tassi precedenti. All'inizio del 1987 una civetta delle nevi (Bubo scandiaca) venne a trovarsi in qualche modo fra i cahow sulla Nonsuch Island, e uccise almeno cinque uccelli che non si erano ancora riprodotti. Poi si abbatté sull'isola una calamità naturale ancora maggiore: nel 1989 l'uragano Hugo causò una mortalità insolitamente elevata nella popolazione dei piccoli petrelli, e nel 1990 ci fu una riduzione consistente del numero delle coppie che si impegnarono nella riproduzione. I cahow sono ben adattati a sopravvivere ai normali uragani, purché le tempeste rimangano sull'oceano. Quando però uragani molto potenti si muovono verso il continente americano, i cahow possono restare intrappolati contro la costa ed essere poi trasportati nell'interno dal forte vento, per essere poi abbandonati in regioni coperte da foreste o ritrovarsi perduti su laghi interni. Non solo i cahow furono colpiti duramente da uragani sul golfo del Messico, dove si procuravano il loro cibo, ma il 21 settembre le isolette su cui si riproducevano nelle Bermuda furono devastate dall'uragano Gert.

## Situazione attuale
Oggi, grazie ai programmi attivi di conservazione, sopravvivono circa 125 coppie di cahow in età riproduttiva; ognuna di queste procrea e alleva il proprio figlio unico, che trascorrerà poi i primi otto anni di vita sull'oceano aperto prima di tornare da adulto a riprodursi a sua volta e completare il ciclo. Dopo la sua prima visita a Nonsuch nel 1951, il naturalista delle Bermuda David Wingate ha salvato quasi da solo dall'estinzione la specie dei cahow, che erano sospesi in un precario equilibrio. Attraverso i suoi sforzi, il Cahow Conservation Program è diventato uno dei programmi di recupero di specie a rischio di estinzione di maggior successo sull'intero pianeta. Wingate, che è oggi presidente della Bermuda Audubon, oltre che Conservation Officer dei Parchi delle Bermuda, prevede che per il 2020 su Nonsuch Island e su isolette vicine ci saranno un migliaio di coppie di cahow.